# Martín de Crucelaegui
Martín de Crucelaegui fue un fraile franciscano, compositor y organista español del siglo XVIII [Crucelegui en su partida de bautismo]

## Biografía
Nació el 13-8-1742 en el municipio de Elgóibar, provincia de Guipúzcoa, en el País Vasco. Sus padres fueron Francisco Crucelaegui y Josefa de Ascarraga.  Se ordenó sacerdote franciscano el 12 de noviembre de 1759 en la provincia de Cantabria. Ingresó a partir del 29 de mayo de 1770 junto con fray Pablo de Mugártegui, como vicario y organista del coro del colegio apostólico “San Fernando” en la Ciudad de México. Ahí escribió un Laudate Dominum omnes gentes para coro y orquesta, con motivo de la fiesta de la sangre de Cristo, celebrada el primero de julio de 1775. Su obra es vasta en orquestación y extensión, y se encuentra en los archivos de la basílica de Guadalupe, del Centro Nacional de Investigación y Documentación Musical (CENIDIM), en el convento de la “santísima trinidad” en Puebla, y en el templo de San Francisco, en Celaya, Guanajuato, donde hay una misa a tres voces, con violines, trompas y bajo, y un himno a la virgen María Sub tuum praesidium, a cuatro voces con orquesta. 
Su misa Viscaina, conocida como Misa secunda á sexto tono, refleja el interés por producir obras que pudieran ser interpretadas por los colegas en la propagación de la fe católica en las misiones y en las celebraciones sacras de las iglesias en España y Nueva España. En 1784 Crucelaegui solicitó a la “real sociedad de amigos del país vasco” el título de “profesor de música”. Fue amigo de Junípero Serra, a quien acompañó a visitar las misiones en California. En 1791 Crucelaegui recomendó a Arezana para ocupar el puesto de organista de la catedral de Puebla.
Existen registros de diligencias ejecutadas por Fray Domingo Martínez, comisario del santo oficio, en que Crucelaegui presentó una instancia el 9 de mayo de 1787, para el pago de sínodos devengados en 1786, por los religiosos del Nuevo Reino de León y colonia del Nuevo Santander, misma que pone en duda el año de muerte el franciscano, probablemente en la Ciudad de México en 1802.